# Matilda Lansana Minah V
Matilda Yayu Lansana Minah (25 de marzo de 1935, Sierra Leona) es la jefa suprema del distrito de Pujehun en Sierra Leona. Se convirtió en jefa en 1985 después de la muerte de su padre y fue elegida para el parlamento en 2018. Habla abiertamente sobre los derechos de la mujer, la agricultura y la educación.

## Biografía
Minah nació el 25 de marzo de 1935 en Boma Sakrim en Sierra Leona. Se graduó como maestra en 1961. Después de graduarse, se casó y tuvo ocho hijos con su esposo, que era enfermero. Debido a su papel, la familia vivía en varios lugares y Minah enseñaba en las escuelas donde vivían. Se retiró de la enseñanza en 1982 y estableció un negocio con su hermano, Francis Minah.
En 1985 murió su padre , Momodu John Minah, y Minah fue coronada Jefa Suprema de Yakemo Kpukumu Krim (YKK) en el distrito de distrito de Pujehun en 1986. Ella renunció a sus intereses comerciales en este momento. Una de sus primeras prioridades como jefa fue mejorar los rendimientos agrícolas en el cacicazgo.
En 1987 su hermano fue asesinado por miembros del Congreso de Todos los Pueblos, y en 1991 fue arrestada durante la guerra civil de Sierra Leona y encarcelada durante casi un año. Después de su liberación, viajó a Alemania para recibir tratamiento médico y luego regresó a Sierra Leona en 1993, viviendo en la ciudad de Bo, cerca del campo de refugiados de Gondama, donde vivían muchos de los súbditos de su jefatura. Durante la guerra sirvió en el comité de jefes desplazados. Después del final de la guerra, Minah continuó su trabajo como jefa con un enfoque particular en el desarrollo y la educación de las mujeres. También fue miembro de la Comisión de la Verdad y la Reconciliación.
Minah fue elegida miembro del Parlamento de Sierra Leona en 2018 y es miembro de dos comités de la Cámara: agricultura y organizaciones no gubernamentales. Fue miembro de la delegación de Sierra Leona ante la Unión Interparlamentaria en 2021. Junto a la jefa de Paramount, Teresa Vibbi, ha hablado sobre cómo las mujeres en el norte de Sierra Leona deben ser reconocidas como propietarias de tierras y tener una mayor participación en la vida política. También es miembro de las dieciocho mujeres que componen el Caucus de Mujeres del Parlamento y ha pedido que el parlamento de Sierra Leona tenga una cuota del 30% de mujeres.

## Premios
- Gremio de Mujeres de las Naciones Unidas (2010)[5]